# 수잔 랜도우

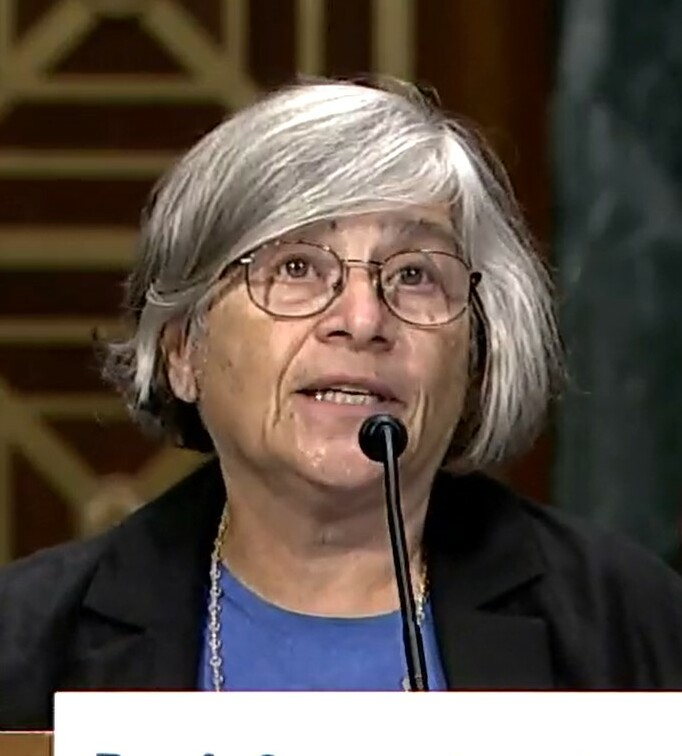

수잔 랜도우는 1954년 6월 3일 뉴욕에서 태어난 미국인 수학자이며 공학자이다.
그녀는 현재 Worcester Polytechnic Institute에서 사회과학 및 정책연구 분야의 교수를 맡고있으며, 그 이전에는 구글에서 선임 보안 분석가로 일했다.
Guggenheim Fellowship을 가지고 있었으며, 2012년 하버드 대학교의 컴퓨터과학과 객원 연구원으로 일했었다.
2010년과 2011년, 의회시스템 보안에 연관된 이슈와 그들의 보안, 정책 영향에 관련한 이슈를 조사하는 하버드에서의 Radcliffe Institute for Advanced Study에서 fellow를 역임했다.
1999년부터 2010년까지 그녀는 Sun Microsystems에서의 인터넷 보안을 담당했다.
1989년 그녀는, 어떤 중첩근(nested radical)이 중첩에서 풀릴 수 있는지(denested)를 결정하는 첫번째 알고리즘인 Landau's algorithm을 도입했다.
1972년, 그녀의 홀수 완전수에 대한 프로젝트는 Westinghouse Science Talent Search에서 결승에 진출했다.
기술적인 면 이외에, 그녀는 여성과학자 이슈에 관심이 많다. 그녀는 여성 컴퓨터 과학 연구자들을 위한 포럼인, ResearcHers Email list를 운영하고, 컴퓨터과학에서의 여성과학자 저서 목록을 온라인으로 운영하고 있다.
그녀는 2008년 Anita Borg Institute Women of Vision Award for Social Impact를 수상했고, 2011년에는 Association for Computing Machinery Fellow에 가입되었다.